# Maité Beernaert
Maité Beernaert (14 november 2001) is een atlete uit België, gespecialiseerd in het verspringen en de meerkamp. Ze werd driemaal Belgisch kampioene.

## Loopbaan
Op de Olympische Jeugdzomerspelen 2018 behaalde Beernaert een gouden medaille bij het onderdeel verspringen. Ze sprong een afstand van 6,31 meter, met een rugwind van 2,4 m/s.
In 2019 nam ze deel aan de Belgische kampioenschappen, waar ze een zilveren medaille behaalde in het verspringen. Na enkele jaren blessureleed nam ze in 2021 deel aan de Belgische kampioenschappen zevenkamp. Ze behaalde een bronzen medaille. In 2023 werd ze voor het eerst Belgisch indoorkampioene verspringen.
Beernaert, die aangesloten is bij Houtland Atletiekclub, is de dochter van voormalige atleten Greet Meulemeester en Jordy Beernaert.

## Belgische kampioenschappen
Indoor
| Onderdeel   | Jaar             |
| ----------- | ---------------- |
| verspringen | 2023, 2024, 2025 |

## Persoonlijke records
Outdoor
| Onderdeel   | Prestatie | Wind     | Datum       | Plaats  |
| ----------- | --------- | -------- | ----------- | ------- |
| verspringen | 6,26 m    | +1,7 m/s | 20 mei 2023 | Lokeren |

Indoor
| Onderdeel   | Prestatie | Datum            | Plaats |
| ----------- | --------- | ---------------- | ------ |
| verspringen | 6,18 m    | 23 februari 2024 | Gent   |

## Palmares

### verspringen
- 2018:  Olympische Jeugdzomerspelen in Buenos Aires - 6,31 m (w)
- 2018: 9e EK U18 in Györ - 6,01 m
- 2019:  BK AC - 5,93 m
- 2023:  BK indoor AC - 5,98 m
- 2023:  BK AC - 6,04 m (w)
- 2024:  BK indoor AC - 6,05 m
- 2025:  BK indoor AC - 6,18 m

### zevenkamp
- 2021:  BK AC in Herve - 4666 p
- 2021:  BK AC in Tielt - 4544 p

- World Athletics: 14735263